# Kumtyubeïta
La kumtyubeïta és un mineral de la classe dels silicats, que pertany al grup de la chegemita. Rep el seu nom de l'altiplà on va ser descobert el mineral.

## Característiques
La kumtyubeïta és un silicat de fórmula química Ca₅(SiO₄)₂F₂. Va ser aprovada com a espècie vàlida per l'Associació Mineralògica Internacional l'any 2008. Cristal·litza en el sistema monoclínic. La seva duresa a l'escala de Mohs es troba entre 5 i 6. Es tracta de l'anàleg amb fluor dominant de la reinhardbraunsita. També és possiblement idèntica a la kutyukhinita, una substància d'origen antropogènic.
Segons la classificació de Nickel-Strunz, la kumtyubeïta pertany a «9.AF - Nesosilicats amb anions addicionals; cations en [4], [5] i/o només coordinació [6]» juntament amb els següents minerals: sil·limanita, andalucita, kanonaïta, cianita, mullita, krieselita, boromullita, yoderita, magnesiostaurolita, estaurolita, zincostaurolita, topazi, norbergita, al·leghanyita, condrodita, reinhardbraunsita, hidroxilcondrodita, humita, manganhumita, clinohumita, sonolita, hidroxilclinohumita, leucofenicita, ribbeïta, jerrygibbsita, franciscanita, örebroïta, welinita, el·lenbergerita, sismondita, magnesiocloritoide, ottrelita, poldervaartita i olmiïta.

## Formació i jaciments
Va ser descoberta al mont Lakargi, a la caldera Verkhnechegemskaya, a la República de Kabardino-Balkària, Rússia. També ha estat descrita al vessant nord-oest del volcà Shadil-Khokh, a l'àrea volcànica del Kel, a Ossètia del Sud; i al camp de carbó de Rosice-Oslavany, a la regió de Moràvia Meridional, a la República Txeca.